# 이스키바 파우캉
이스키바 파우캉 플로렌치누(브라질 포르투갈어: Esquiva Falcão Florentino, 1989년 12월 12일~)는 브라질의 권투 선수이다. 2012년 하계 올림픽 남자 미들급 은메달을 획득했으며 2014년에 프로 선수로 전향헸다. 2023년 국제 복싱 연맹(IBF) 미들급 챔피언 결정전에서 빈첸초 구알티에리에 패하기 전까지 프로 권투 30연승을 달성했다.